# Toneelgroep Amsterdam

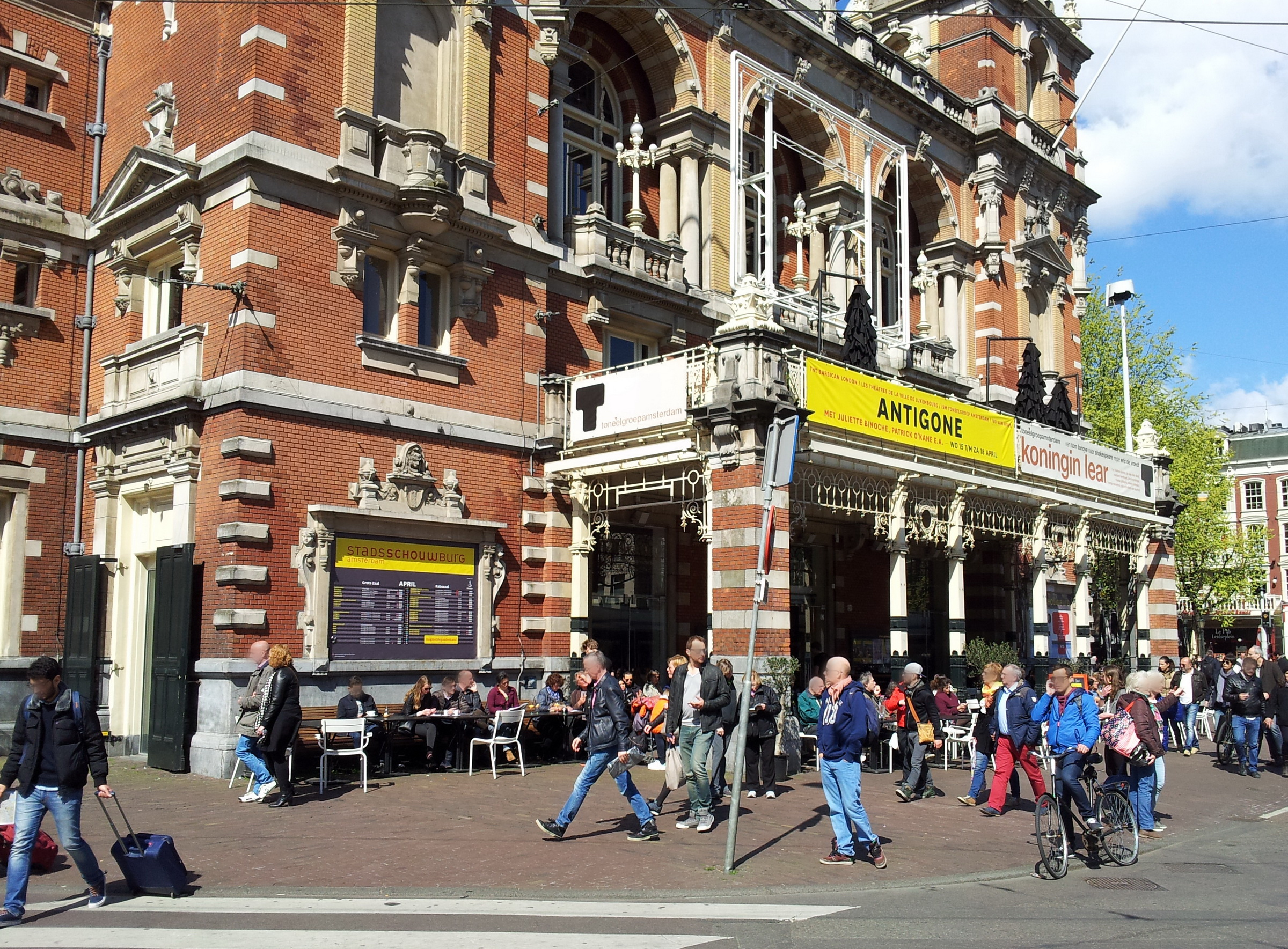
Stadsschouwburg Amsterdam, Stammhaus der Toneelgroep Amsterdam

Toneelgroep Amsterdam (abgekürzt als TA, zuvor TGA) ist eine niederländische Theatergruppe. Seit dem 1. Januar 2018 firmiert sie unter dem Namen Internationaal Theater Amsterdam oder ITA ensemble. Mit rund zwanzig Schauspielern ist sie die größte staatlich geförderte Theatergesellschaft der Niederlande und hat ihren Stammsitz in der Stadsschouwburg Amsterdam am Leidseplein. Die Toneelgroep Amsterdam bringt moderne Inszenierungen klassischer Stoffe, neue Stücke und Theaterkunst zusammen mit anderen künstlerischen Disziplinen auf die Bühne. Seit 2001 ist Ivo van Hove der künstlerische Leiter der Truppe.

## 1987–2000: Gerardjan Rijnders

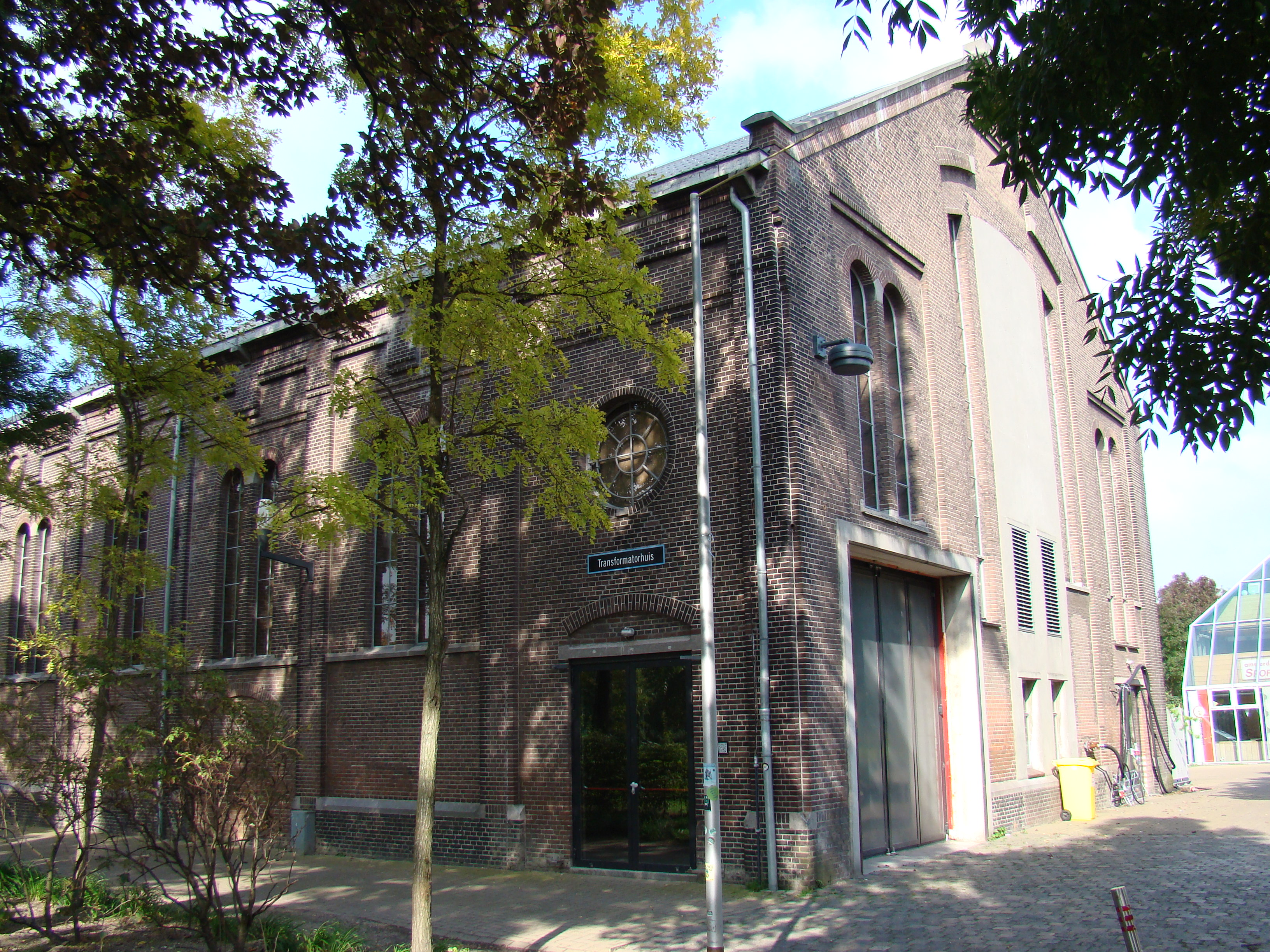
Das alte Transformatorhaus

Zusammengestellt wurde die Theatergesellschaft 1987 durch eine Fusion des Publiekstheater (gegründet 1972) und der Toneelgroep Centrum (gegründet 1960). Der Theaterregisseur Gerardjan Rijnders übernahm die künstlerische Leitung. Die ersten Schauspieler waren u. a. Jacques Commandeur, Kitty Courbois und Pierre Bokma. Die Truppe wurde unter Beratung des Casting Director Hans Kemna zusammengestellt. Kemna ist immer noch tätig im Casting bei Produktionen der Gesellschaft.
Unter Leitung von Rijnders wuchs die Toneelgroep Amsterdam in den 1990er Jahren zu einer der tonangebenden Gesellschaften der Niederlande an. In dieser Zeit bekam die Truppe einen eigenen Theatersaal (mit ebenerdiger Bühne) in einem Gebäude auf dem Gelände eines alten Amsterdamer Gaswerks („Westergasfabriek“), genannt das „Transformatorhuis“. Hier führten sie u. a. Bearbeitungen von Ilias, die Weltpremiere von Ashes to Ashes von Harold Pinter und Stücke von Arnon Grunberg auf. 2000 gab Rijnders seinen Abschied von der Gesellschaft bekannt.

## 2001 bis 2023: Ivo van Hove

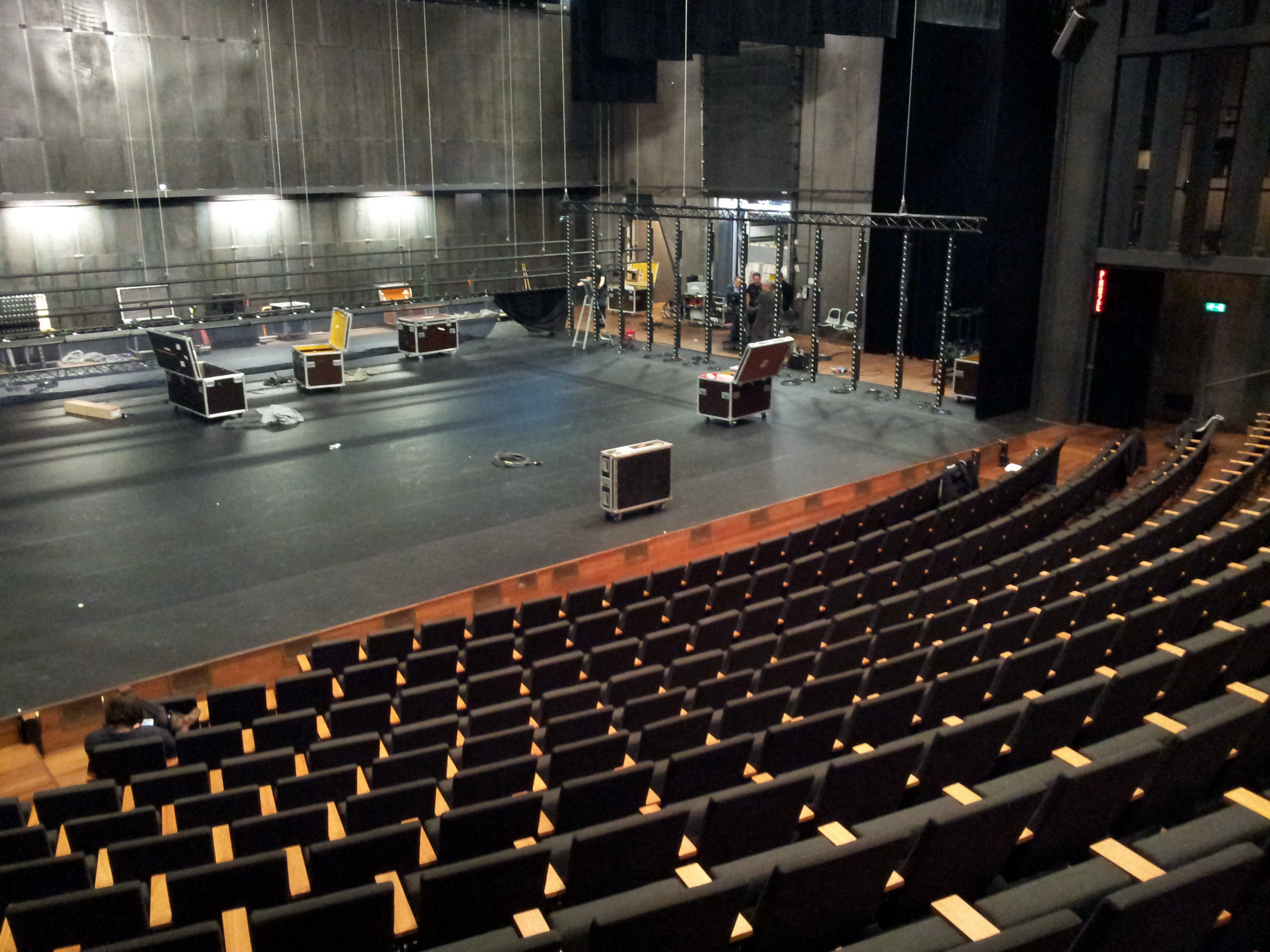
Der Rabozaal, ein 2009 eingerichteter Theatersaal mit ebenerdiger Bühne in der Stadsschouwburg Amsterdam

Zwischen 2001 und 2023 wurde die Toneelgroep Amsterdam von dem flämischen Theaterregisseur Ivo van Hove geleitet.
Als ersten Gastregisseur lud Van Hove im gleichen Jahr den kontroversen Filmemacher Cyrus Frisch ein, um unter seiner Leitung eine Aufführung zu produzieren. Im April 2001 hatte das Stück Ik ben bang (Ich habe Angst) seine Premiere mit einem Stoff, den Frisch später noch in seinem Film Blackwater Fever (2006) behandeln würde. Die Theateraufführung fand jedoch ohne die festen Schauspieler des Ensembles statt. Diese verweigerten sich noch bei den Proben gegenüber Frisch mit der Aussage: „Wir können weder der Gruppe noch dem Publikum etwas zumuten, wovon wir überzeugt sind, dass es Nonsens ist.“ So wurde die Vorstellung zu einer der meist diskutierten Aufführungen in der Saison 2001.
Aber auch die Verpflichtung Ivo van Hoves selbst war umstritten, wie die Dokumentation Toneelgroep Amsterdam von Niek Koppen aus dem Mai 2001 über die Theatergesellschaft belegt.
So nahm Van Hove einige weitreichende Änderungen vor: Das Transformatorhaus wurde aufgegeben, das berühmte Dekoatelier veräußert und ein neuer künstlerischer Kurs eingeschlagen. Somit waren ersten Spielzeiten unter seiner Führung für alle Beteiligten erst einmal schwierig.
Auch die durchschlagenden künstlerischen Erfolge, die er vor 2001 mit seinem Zuidelijk Toneel erzielt hatte, blieben aus. Im Herbst 2003 gab es so innerhalb des Unternehmens eine Krise und die Schauspieler Lineke Rijxman und Pierre Bokma verließen das Ensemble. Auch Hans Kesting reichte seinen Rücktritt ein, zog ihn später aber wieder zurück. Das Stück Trauer muss Elektra tragen, das Van Hove damals bei der Toneelgroep Amsterdam inszenierte, kann als seine Verarbeitung dieser Krise gelesen werden. Dieses Stück wurde bei seiner Uraufführung auch kritisch aufgenommen, gilt heute aber als eines seiner Schlüsselstücke der Toneelgroep Amsterdam.
In der Saison 2004/05 startete Van Hove einen vierteiligen Hochzeitszyklus, mit dem er sich trotzig an seine Kritiker wandte. Der Zyklus bestand aus „Kruistochten“ (The Norman Conquests) von Alan Ayckbourn, Der Widerspenstigen Zähmung von William Shakespeare, Szenen einer Ehe von Ingmar Bergman und „Perfect Wedding“ von Charles Mee, das speziell für die Toneelgroep Amsterdam geschrieben wurde. Seitdem wurden fast alle Produktionen von Van Hove in der Toneelgroep Amsterdam von der Presse und dem Publikum positiv aufgenommen und sowohl für die Schauspieler als auch für die Regie mit Preisen ausgezeichnet.
Viele der begehrten jährlichen Theaterpreise Louis d’Or und Theo d’Or gingen an Akteure der Gesellschaft. Weitere Schauspieler der Truppe wurden hierfür nominiert.
Daneben wurden regelmäßig Gastregisseure verpflichtet, wie Pierre Audi, Theu Boermans, Guy Cassiers, Christoph Marthaler, Katie Mitchell, Thomas Ostermeier, Luk Perceval, Johan Simons, Simon Stone, Eric de Vroedt und Krzysztof Warlikowski.
Auch viele namhafte Schauspieler wirkten bei der Toneelgroep Amsterdam mit oder starteten hier ihre Karriere. So u. a. Hans Kesting, Halina Reijn, Joop Admiraal, Hajo Bruins, Barry Atsma, Pierre Bokma, Jacob Derwig, Gaite Jansen, Marwan Kenzari oder Hadewych Minis.

### Ausscheiden
Im Juli 2024 wurde von einer externen Untersuchungskanzlei ein Bericht über grenzüberschreitendes Verhalten beim ITA veröffentlicht. Unter der künstlerischen Leitung von Van Hove soll jahrelang ein Arbeitsklima der Beklemmung geherrscht haben. Van Hove soll es versäumt haben, grenzüberschreitendes Verhalten, Mobbing und Machtmissbrauch zu unterbinden. „Leute mit Prestige, wie wichtige (Gast-)Regisseure und Starschauspieler, sollen von Van Hove einen ‚Freifahrtschein‘ erhalten haben.“ Van Hove trat dann im September 2023 als künstlerischer Leiter zurück, blieb aber als regelmäßiger Gastregisseur und Berater verbunden und behielt ein Gehalt von 145.000 Euro pro Jahr. Jedoch beendete am 21. August 2024 das ITA aufgrund der Forschungsergebnisse die gesamte Zusammenarbeit mit Van Hove. Begründet wurde dies damit, dass seine Anwesenheit einen Kulturwandel der Theaterinstitution behindern würde. Der Aufsichtsrat, der für seine Ernennung im Jahr 2023 als ständiger Gastregisseur und Berater verantwortlich war, trat noch am selben Tag vollständig zurück.
Am 1. November 2023 übernahm Ivo van Hove turnusgemäß für die Spielzeiten 2024–2026 die Intendanz der Ruhrtriennale und trat damit die Nachfolge von Barbara Frey an, die das Festival von 2021 bis 2023 leitete.

## 2023 bis heute: Eline Arbo
Die heutige Direktion besteht aus Eline Arbo (Künstlerische Leitung), Denise de Boer (Direktion Geschäftliches) und Clayde Menso (Allgemeine Direktion).

## Theaterstücke
In der Reihenfolge ihrer Uraufführung:
- 2001 – König Ödipus von Sophokles (Regie: Pierre Audi)
- 2002 – Con Amore nach Claudio Monteverdis Oper opera L’incoronazione di Poppea (Regie: Ivo van Hove)
- 2003 – Othello von William Shakespeare (Regie: Ivo van Hove)
- 2003 – Trauer muss Elektra tragen von Eugene O’Neill (Regie: Ivo van Hove)
- 2004 – Romeo und Julia von William Shakespeare (Regie: Ola Mafaalani)
- 2004 – Kruistochten (Normans Eroberungen) von Alan Ayckbourn (Regie: Ivo van Hove)
- 2005 – Echt iets om naar toe te leven von Arjan Ederveen (Regie: Gerardjan Rijnders)
- 2005 – Scènes uit een huwelijk nach  dem Film Szenen einer Ehe von Ingmar Bergman (Regie: Ivo van Hove)
- 2005 – Der Widerspenstigen Zähmung von William Shakespeare (Regie: Ivo van Hove)
- 2006 – Madame de Sade von Mishima Yukio (Regie: Krzysztof Warlikowski)
- 2006 – Opening night nach dem Film Opening Night von John Cassavetes (Regie: Ivo van Hove)
- 2006 – Hedda Gabler von Henrik Ibsen (Regie: Ivo van Hove)
- 2007 – Romeinse tragedies sechsstündiges Werk, zusammengestellt aus Stücken von William Shakespeare (Coriolanus, Julius Caesar und Antonius und Cleopatra) (Regie: Ivo van Hove)
- 2008 – Angels in America von Tony Kushner (Regie: Ivo van Hove)
- 2009 – La Voix humaine von Jean Cocteau (Regie: Ivo van Hove)
- 2009 – Kreten en gefluister nach dem Film Schreie und Flüstern von Ingmar Bergman (Regie: Ivo van Hove)
- 2009 – Antigone – Kreon – Oidipous nach Sophokles (Regie: Thibaud Delpeut)
- 2009 – Antonioni project nach Filmen von Michelangelo Antonioni (Regie: Ivo van Hove)
- 2010 – La grande bouffe nach dem Film Das große Fressen (La grande bouffe) von Marco Ferreri (Regie: Johan Simons)
- 2010 – Ubu von Alfred Jarry (Regie: Sebastian Nübling)
- 2010 – mightysociety8 von Joeri Vos (Regie: Eric de Vroedt)
- 2010 – Phèdre von Jean Racine (Regie: Grzegorz Jarzyna)
- 2010 – Kinderen van de zon von Maxim Gorki (Regie: Ivo van Hove)
- 2010 – All My Sons von Arthur Miller (Regie: Thibaud Delpeut)
- 2011 – Nooit van elkaar (Da kommt noch wer) von Jon Fosse (Regie: Ivo van Hove)
- 2011 – Spoken (Gespenster) von Henrik Ibsen (Regie: Thomas Ostermeier)
- 2011 – mightysociety9 (Fassung und Regie: Eric de Vroedt)
- 2011 – De Russen! Ivanov meets Platonov von Tom Lanoye (frei nach Anton Tschechow) (Regie: Ivo van Hove)
- 2011 – De vrek von Molière (Regie: Ivo van Hove)
- 2011 – In ongenade von J. M. Coetzee (Regie: Luk Perceval)
- 2012 – Husbands nach dem gleichnamigen Film von John Cassavetes (Regie: Ivo van Hove)
- 2012 – Tartuffe von Molière (Regie: Dimiter Gotscheff)
- 2012 – Na de zondeval (Nach dem Sündenfall) von Arthur Miller (Regie: Eric de Vroedt)
- 2012 – Macbeth von William Shakespeare (Regie: Johan Simons)
- 2012 – mightysociety10 (Fassung und Regie: Eric de Vroedt)
- 2012 – Nora oder Ein Puppenheim von Henrik Ibsen (Regie: Thibaud Delpeut)
- 2012 – Nach der Probe nach dem gleichnamigen Film und dem Film Persona, beide von Ingmar Bergman (Regie: Ivo van Hove)
- 2013 – De meeuw von Anton Tschechow (Regie: Thomas Ostermeier)
- 2013 – Lange dagreis naar de nacht von Eugene O’Neill (Regie: Ivo van Hove)
- 2014 – Hamlet vs Hamlet von Tom Lanoye frei nach William Shakespeare (Regie: Guy Cassiers)
- 2014 – De entertainer von John Osborne (Regie: Eric de Vroedt)
- 2014 – The fountainhead nach dem Roman Der ewige Quell von Ayn Rand (Regie: Ivo van Hove)
- 2014 – Maria Stuart von Friedrich Schiller (Regie: Ivo van Hove)
- 2014 – Medea von Simon Stone nach Euripides (Regie: Simon Stone)
- 2015 – Koningin Lear von Tom Lanoye frei nach William Shakespeares King Lear (Regie: Eric de Vroedt)
- 2015 – Kings of Wars nach William Shakespeares Henry V., Heinrich VI.' und Richard III. (Regie: Ivo van Hove)
- 2015 – Song From Far Away von Simon Stephens (Regie: Ivo van Hove)
- 2015 – De Stille Kracht (Die stille Kraft) von Louis Couperus (Regie: Ivo van Hove)
- 2015 – Glazen Speelgoed (Die Glasmenagerie) von Tennessee Williams (Regie: Sam Gold)
- 2016 – Liliom von Ferenc Molnár (Regie: Julie van den Berghe)
- 2016 – De Welwillenden von Jonathan Littell (Regie: Guy Cassiers)
- 2016 – De Andere Stem von Ramsey Nasr (Regie: Ivo van Hove)
- 2016 – Husbands and Wives von Woody Allen (siehe auch Ehemänner und Ehefrauen) (Regie: Simon Stone)
- 2016 – De dingen die voorbij gaan nach Von alten Menschen, den Dingen, die vorübergehen von Louis Couperus (Regie: Ivo van Hove)
- 2016 – De Meiden von Jean Genet (Regie: Katie Mitchell)
- 2017 – Emilia Galotti von Gotthold Ephraim Lessing (Regie: Maren E Bjørseth)
- 2017 – Dagboek van een verdwenene von Leoš Janáček (Regie: Ivo van Hove)
- 2017 – Ibsen Huis von Simon Stone nach Henrik Ibsen (Regie: Simon Stone)
- 2017 – Obsession nach dem Film Besessenheit von Luchino Visconti (Regie: Ivo van Hove)
- 2017 – Kleine zielen nach Die Bücher der kleinen Seelen von Louis Couperus (Regie: Ivo van Hove)
- 2019 – Dood in Venetië (Musiktheater), mit Koninklijk Concertgebouworkest nach der Novelle Der Tod in Venedig von Thomas Mann (Regie: Ivo van Hove)
- 2020 – De kersentuin nach Anton Tschechow (Regie: Simon McBurney)
- 2021 – cliënt e. busken nach Jeroen Brouwers (Regie: Ḿaria Kraakman)
- 2021 – De uren nach dem Roman Die Stunden von Michael Cunningham (Regie: Eline Arbo)
- 2021 – Age of rage nach Stoffen von Aischylos und Euripides (Regie: Ivo van Hove)